# The Nexus (nhóm đô vật chuyên nghiệp)
The Nexus hoặc The New Nexus là một nhóm đô vật chuyên nghiệp thi đấu cho World Wrestling Entertainment với thương hiệu Raw. Nhóm ban đầu bao gồm tất cả tám rookies của NXT Season 1 và đã chuyển danh sách của họ nhiều lần kể từ đó. Mục tiêu ban đầu của nhóm là để có được hợp đồng của WWE cho tất cả thành viên từ sự giúp đỡ của lãnh đạo Nexus Wade Barrett, người đã có một hợp đồng cho chiến thắng NXT Season 1. Nhóm đã được liệt kê vào danh sách chống đối lại Raw, và John Cena là mục tiêu chính của nhóm, người buộc phải trở thành một thành viên của Nexus sau khi để thua trận đấu ở Hell in a Cell. Cena cuối cùng đã thoát khỏi nhóm do bị sa thải tại Survivor Series nhưng sau đó được rehired từ Wade Barrett. Vào đầu năm 2011, Wade Barrett bị đuổi từ CM Punk, anh đã trở thành lãnh đạo mới của nhóm. Dưới sự lãnh đạo của Punk, nhóm đã được đổi tên thành New Nexus và trở thành một nhóm trở nên chặt chẽ và dành riêng cho nhau bằng faith.
Dưới sự lãnh đạo của Barrett và Punk, đặc điểm đáng chú ý nhất của Nexus là tất cả các thành viên mỗi người đều đeo chiếc băng màu đen và logo màu vàng "N", David Otunga là thành viên duy nhất. Trong suốt sự tồn tại của nhóm, Nhóm đã giành chiến thắng WWE Tag Team Championships và Punk đã giành đai WWE Championship trong trận đấu cuối cùng của anh trong nhóm.

## Lịch sử (2010-2011)

### Hình thành và những cuộc tấn công nhân viên WWE
Trước khi thành lập, mỗi thành viên ban đầu của Nexus là một thí sinh (hoặc "rookies") vào mùa giải đầu tiên của chương trình NXT. Quyết định cuối cùng vào ngày 1 tháng 6 năm 2010 được tuyên bố Wade Barrett là người chiến thắng và được trao một hợp đồng với WWE, và một lựa chọn bất cho một trận đấu tranh Championship trong một pay-per-view. Bảy thành viên còn lại không có việc làm trong WWE, và Barrett ngay lập tức bắt đầu biểu diễn ở Raw.
Trên phiên bản Viewer's Choice của Raw, nhóm ra mắt trong sự kiện chính giữa WWE Champion John Cena và CM Punk với băng tay hình N. Barrett là người dẫn đầu nhóm trong một cuộc tấn công Cena, Punk, Luke Gallows, Jerry Lawler, Matt Striker, Justin Roberts, và tất cả nhân viên đang ở Ring, cũng như phá hủy tất cả mọi thứ ở ringside. Trong cuộc tấn công, Daniel Bryan dùng cà vạt siết cổ Justin Roberts và nhổ nước bọt vào mặt Cena. Điều này dẫn đến WWE loại bỏ Bryan khi họ biết được những báo cáo hành vi bạo lực cho chương trình TV-PG của họ. Sự vắng mặt của Bryan đã được giải thích bởi Barrett, anh nói rằng Bryan đã cảm thấy hối hận về hành động của mình và kết quả là bị đuổi ra khỏi nhóm.
Một tuần sau đó, nhóm giải thích hành động của họ như là sự trả thù cho việc họ không được nhận vào WWE trừ Wade Barrett, trong thời gian họ ở NXT. Vụ tấn công cũng báo cho WWE biết là phải cho sáu thành viên còn lại có hợp đồng với WWE. Tổng Giám đốc/General Manager Raw Bret Hart từ chối yêu cầu của nhóm và đuổi Barrett. Sau đó Hart ra lệnh cho toàn bộ roster của Raw đứng canh tại ringside và khu vực sân khấu của sự kiện chính, Nexus tấn công Hart trong hậu trường bằng cách nhốt ông vào xe limousine và đâm vào xe khác. Trong Fatal 4 Way pay-per-view, Nexus can thiệp vào các sự kiện chính cho WWE Championship, tấn công tất cả các đô vật tham gia. Sheamus sử dụng sự can thiệp của Nexus và thắng John Cena.
Nhóm sau đó đã dành một vài tuần tới tấn công các thành viên khác trong WWE, như Hall of Fame Ricky Steamboat và các legend khác khi họ đang kỷ niệm phát hành DVD Steamboat, các nhân viên Raw không thể tham gia vào cuộc chiến trong tuần này. Chủ tịch WWE Vince McMahon sau đó loại bỏ Hart làm General Manager do chấn thương của ông, và bổ nhiệm một người quản lý mới, người đã được chọn là người vô danh (chỉ giao tiếp qua e-mail trích dẫn của "người phát ngôn chính thức" Michael Cole). Tổng giám đốc ngay lập tức đã cho Nexus 1 hợp đồng và phục hồi cơ hội tranh Championship của Barrett. Anh nói rằng trong bảy người trong số họ đã thành lập "Nexus" và đã có một mục tiêu chung nhưng tất cả họ đều chiến đấu để hoàn thành. Tuy nhiên, ngay cả sau khi xin lỗi vì hành động của nhóm, Nexus tiếp tục tấn công mục tiêu của nhóm, trong đó có McMahon đã cố gắng để khen ngợi cho các hành động Nexus.

### Thù với John Cena
Ngày 05 Tháng 7 của Raw, tổng giám đốc yêu cầu Cena và Barrett với một cuộc thỏa thuận ngừng đánh. Cena từ chối và đã cố gắng để tấn công Barrett, bắt đầu một cuộc ẩu đả giữa Nexus và hầu hết các phòng thay đồ của Raw. Sau khi Cena không ngừng tấn công Darren Young, GM thông báo rằng Cena sẽ phải đối mặt Nexus trong 1 on 7 handicap Match tuần sau, Cena tiếp tục tấn công Young. Young đã được gỡ bỏ khỏi trận đấu vào tuần sau do chấn thương của mình, làm cho trận đấu còn 1 on 6 handicap Match, Nexus thắng sau khi 450 ° Splash của Justin Gabriel, người sau đó hạ Cena.
Trước khi sự kiện Money in the Bank, Nexus xuất hiện trên NXT, và thi đấu trong một trận chiến Battle Royal với NXT phần 2 pros và Rookies. Câu truyện bắt đầu khi Percy Watson mời các đối tác của mình (các Rookies khác) để tấn công MVP (để trả đũa cho những pros tấn công các Rookies trong các hậu quả của Nexus hình thành, nhưng trong câu trả lời này, MVP gọi tất cả pros khác và sẵn sàng cho một cuộc chiến. Co-host Matt Striker đã can thiệp và sắp xếp một trận Royal, cũng bao gồm cả Nexus (nhóm đã được mời xuất hiện trong chương trình). Tất cả bảy thành viên Nexus đã tuyên bố hợp tác chiến thắng khi còn những đô vật cuối cùng trong ring.
Tại Money in the Bank, Nexus đã cố gắng để được tham gia vào trận đấu WWE Championship liên quan đến Sheamus và John Cena trong Steel Cage bằng cách phá cửa. Tuy nhiên, trọng tài ở bên ngoài lồng ném chìa khóa vào khán giả và Tarver đã cố gắng sử dụng công cụ để phá vỡ cửa. Sau đó, họ đã cố gắng leo lên lồng. Tuy nhiên, Sheamus và Cena vẫn có thể thoát ra, và Sheamus giành chiến thắng. Sau đó, Cena bắt đầu đánh Tarver và Young rồi lấy băng tay Nexus của Tarver.

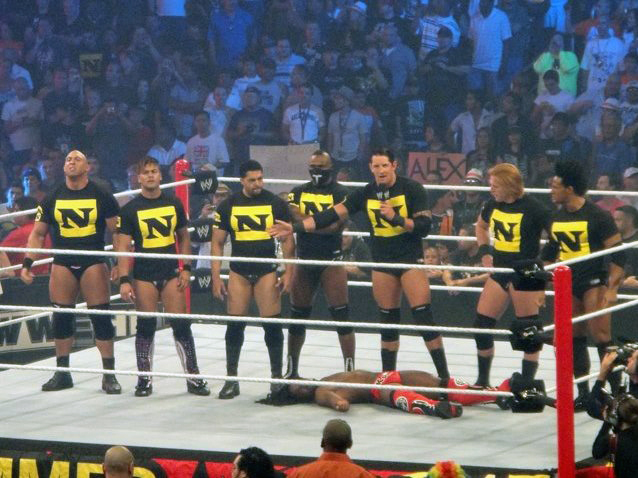
bảy thành viên gốc (từ trái sang phải): Skip Sheffield, Justin Gabriel, David Otunga, Michael Tarver, Wade Barrett, Heath Slater, và Darren Young tại SummerSlam. Tính đến tháng 8 năm 2011, chỉ có sáu trong bảy thành viên còn lại trong công ty ngày hiện giờ

Ngày 19 tháng 7 Raw Nexus tiếp tục các cuộc tấn công của họ vào danh sách Raw, đầu tiên là tấn công Edge và sau đó Chris Jericho, sau khi hai đô vật đã cố gắng để chống lại nhưng thất bại. Sau đó vào tối hôm đó, Barrett đánh bại Mark Henry trong Single Match. Sau đó, Barrett và Nexus hỏi Cena tham gia cùng nhóm. Cena từ chối và nói rằng anh sẽ hạ tất cả ở SummerSlam, và rằng anh đã tìm thấy một số người giúp đỡ để làm điều đó. Cena đã tiết lộ một trong đội của mình là Edge, John Morrison, R-Truth, The Great Khali, Chris Jericho và Bret Hart. Tuần tiếp theo của Raw, Nexus đánh bại đội Raw (Mark Henry, The Hart Dynasty, Jerry Lawler, Evan Bourne, Goldust và Yoshi Tatsu) trong một trận đấu 7 on 7 Elimination Tag Team Match họ loại hết tất cả. Nexus sau đó chế nhạo đội của Cena, và họ đã có 1 cuộc tranh luận với nhau, Nexus nói rằng họ sẽ có một chiến thắng dễ dàng tại SummerSlam.
Tại SummerSlam, Nexus bị đánh bại bởi đội WWE, có 1 một người trở lại là Daniel Bryan, người đã gia nhập đội WWE như là một thành viên bất ngờ, sau khi Nexus làm cho Khali bị thương, loại khali ra khỏi trận đấu. Cena là người duy nhất còn trong trận đấu và giành chiến thắng. Đêm sau trên Raw mỗi thành viên của Nexus thi đấu trong trận với thành viên của Đội WWE (trừ Bret Hart, người đã được thay thế bởi Randy Orton), với quy định rằng bất cứ thành viên nào thất bại của Nexus sẽ bị trục xuất khỏi nhóm. Trong khi hầu như tất cả các thành viên của Nexus đều thắng trận đấu của mình, Darren Young không thể đánh bại John Cena trong sự kiện chính và không chỉ đuổi ra khỏi Nexus, mà còn bị tấn công vì lý do anh là kẻ thất bại.

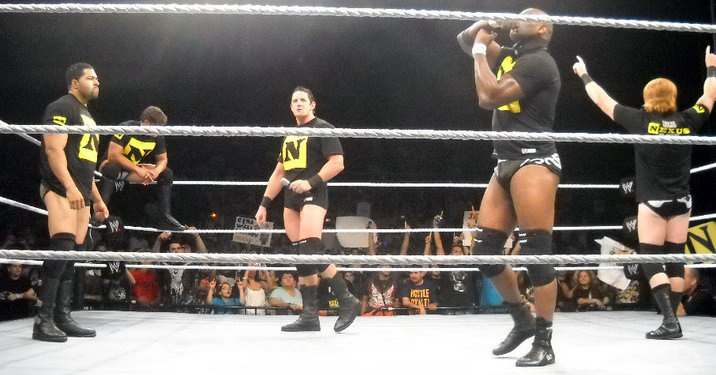
Nexus after excommunicating Darren Young and losing Skip Sheffield to injury.

Trong một sự kiện trực tiếp tại Hawaii vào ngày 18 Tháng 8, 2010 tại sân Blaisdell, Sheffield bị mắt cá chân trong trận đấu tag, nơi ông đã hợp tác với Otunga chống lại The hart Dynasty, anh đã nghĩ vì chấn thương nhiều tháng, do đó chỉ còn lại năm thành viên của Nexus. Trong tập 900 Raw Nexus đánh bại John Cena, Edge, Chris Jericho, Sheamus và Randy Orton trong trận 5 on 5 Elimination Tag Team Match, sau khi Gabriel hit Cena với 450 splash lần thứ ba, trong khi Barrett hạ Randy Orton. Trước đó trong đêm nhóm cũng tấn công The Undertaker với sự giúp đỡ từ Kane. Tuần sau, Wade Barrett thua Randy Orton, anh phân tâm từ sự trở lại của Darren Young. Barrett sử dụng danh hiệu người chiến thắng NXT để tranh championship của mình trong Six-Pack Elimination Challenge với giải vô địch WWE Championship tại Night Of Champions, anh đã bị loại bởi Orton, người đã thắng trận và nhà vô địch mới, sau một RKO.

Nexus đã xuất hiện trong tập Tháng 10 trực tiếp tại SmackDown, để đánh dấu di chuyển của họ trong chương trình Syfy. Trong suốt đêm, Nexus tấn công Dolph Ziggler, MVP, Big Show và John Cena. Sau đó họ phục vụ như là lumberjacks cho sự kiện chính của buổi tối, giữa John Cena và Kane. Đây là lần đầu tiên họ đã xuất hiện trên SmackDown kể từ khi hình thành của họ vào đầu tháng sáu.

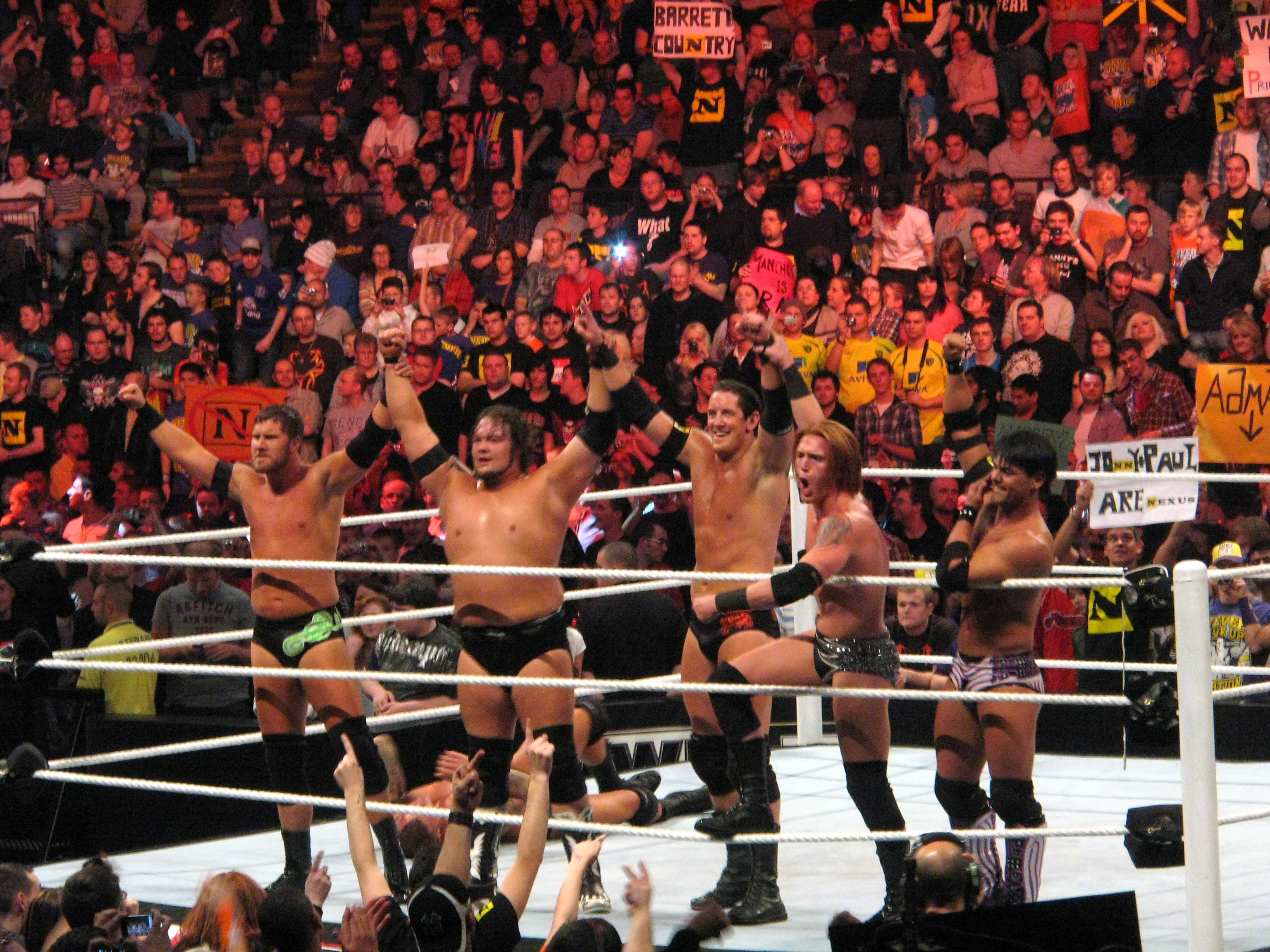
The Nexus sau khi bổ sung Husky Harris và Michael McGillicutty.

Tại Hell in a Cell Barrett và Cena phải đối mặt với nhau trong một trận đấu với quy định rằng nếu Barrett giành chiến thắng, Cena phải tham gia Nexus, và nếu Cena thắng, nhóm này sẽ phải giải tán. Quản lý Barrett đã giành chiến thắng trong trận đấu, sau sự can thiệp từ Husky Harris và Michael McGillicutty.
Trên ngày 04 Tháng 10 của Raw, Tarver đã được làm đồng đội với Cena người đã tàn bạo tấn công anh ta sau trận đấu. Sau đó, Barrett nói rằng ông đã có kế hoạch loại bỏ Tarver ngụ ý là ông đã không còn là một thành viên (trong thực tế Tarver được ra khỏi nhóm do một chấn). Sau khi Cena công khai tuyên bố rằng ông sẽ phá hủy Nexus từ bên trong bằng cách chiến đấu với họ ngay cả khi ông đã trở thành thành viên, GM bí ẩn nói rằng Cena phải tôn vinh các quy định của trận đấu PPV, và kể từ bây giờ Cena là một thành viên của Nexus, ông phải nghe lệnh của Wade Barrett, hoặc ông sẽ bị sa thải. Tối hôm đó, Barrett đã ra lệnh Cena giúp ông giành chiến thắng trong #1 contendership trong một Battle Royal Match tranh đai WWE. Trận đấu còn lại Cena và Barrett, và Barrett đã ra lệnh Cena loại trừ chính mình. Tại Bragging Rights 2010, Nexus lần đầu tiên có danh hiệu tại WWE khi David Otunga và John Cena đánh bại WWE Tag Team Champions Cody Rhodes và Drew McIntyre giành được danh hiệu. Sau đó cùng một đêm, nhóm đã giúp Kane đánh bại The Undertaker trong trận Buried Alive Match, vì lý do đó vẫn chưa được giải thích. Trong sự kiện chính của pay-per-view, Barrett đánh bại Orton trong một trận đấu WWE Championship qua disqualification, gây ra bởi John Cena, do đó không chiến thắng được danh hiệu. Vào ngày 25 Tháng Mười của Raw, Heath Slater và Justin Gabriel giành WWE Tag Team Championship, sau khi đánh bại Otunga và Cena trong một trận đấu mà trong đó Barrett đã ra lệnh Otunga nằm xuống và bị pin. Trong thời gian này. đêm cùng Barrett tiết lộ rằng Husky Harris và Michael McGillicutty đã trở thành thành viên chính thức của Nexus. Trong sự kiện chính của đêm Cena đánh bại Orton qua disqualification, thời gian này gây ra bởi Barrett, Cena bị ép làm khách mời đặc biệt trọng tài cho trận đấu WWE Championship chống lại Orton tại Survivor Series. Barrett đã chọn Cena và tuyên bố rằng nếu anh không giành được danh hiệu WWE Championship, Cena sẽ bị sa thải, nhưng nếu anh ta có được danh hiệu, Cena sẽ được trả tự do từ Nexus.

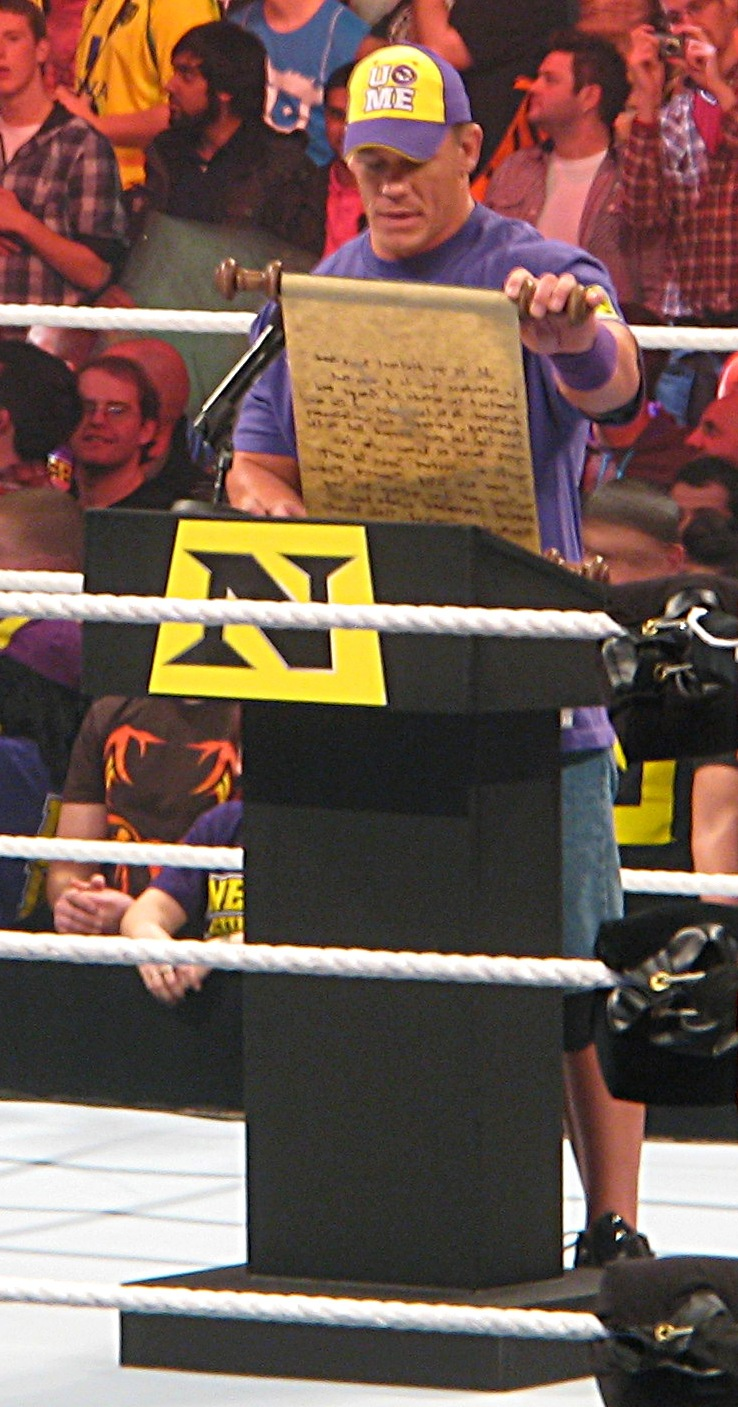
John Cena trong khi một thành viên của Nexus.

Ngày 5 Tháng 11 Otunga, người đã bị thẩm vấn từ lãnh đạo Barrett trong những tuần qua, Otunga làm lãnh đạo của Gabriel, Harris, McGillicutty và Slater cho một cuộc xâm lược SmackDown, làm gián đoạn trận đấu giữa Edge và Alberto Del Rio. Nexus sau đó bị đánh bại trong một trận 10-man tag team match trong sự kiện chính của chương trình bởi Edge, Del Rio, Big Show, Kane và Kofi Kingston. Barrett nói tôi không chấp nhận quyết định của Otunga dẫn Nexus cho SmackDown và là một kết quả Barrett đã buộc Otunga phải bảo vệ vị trí của mình trong nhóm, vào tuần sau. Trên ngày 12 Tháng 11 của SmackDown Otunga đánh bại Edge trong trận lumberjack, sau khi một sự can thiệp của Kane, bảo vệ được ví trí của mình trong Nexus. Tại Survivor Series trên 21 Tháng 11, 2010 Randy Orton giữ lại WWE Champion đánh bại Wade Barrett qua pinfall và John Cena đã bị sa thải (kayfabe) từ WWE và sau đó bị khai trừ từ Nexus.
Mặc dù bị sa thải, Cena tiếp tục xuất hiện trên Raw trong những tuần tiếp theo, gây ra can thiệp vào trận đấu của Nexus và tấn công họ trong hậu trường, Ring và bãi đỗ xe. Vào ngày 6 tháng 12 của Raw, Slater và Gabriel mất chức vô địch WWE Tag Team Championship của họ vào nhóm Santino Marella và Vladimir Kozlov trong trận Fatal 4-Way Tag Team Elimination Match, có sự can thiệp của Cena. Sau đó cùng một đêm, Cena thông báo rằng các cuộc tấn công Nexus trên có thể dừng lại, tuy nhiên vụ tấn công vào Barrett sẽ tiếp tục. Muốn các cuộc tấn công để ngăn chặn, Nexus (không bao gồm McGillicutty, người được (kayfabe) bị thương sau khi bị tấn công tuần trước bởi Cena) nhóm đe dọa lãnh đạo Wade Barrett sẽ bị đuổi khỏi nhóm nếu anh không cho Cena rehired vào tuần sau. Tuần sau Barrett rehired Cena để đổi lấy một trận Chair Match tại TLC: Tables, Ladders & Chairs. Ngày 19 tháng 12 tại TLC: Tables, Ladders & Chairs Cena đánh bại Barrett trong sự kiện chính của buổi tối, sau khi tấn công tất cả các thành viên khác của Nexus trong suốt sự kiện này.

### The New Nexus

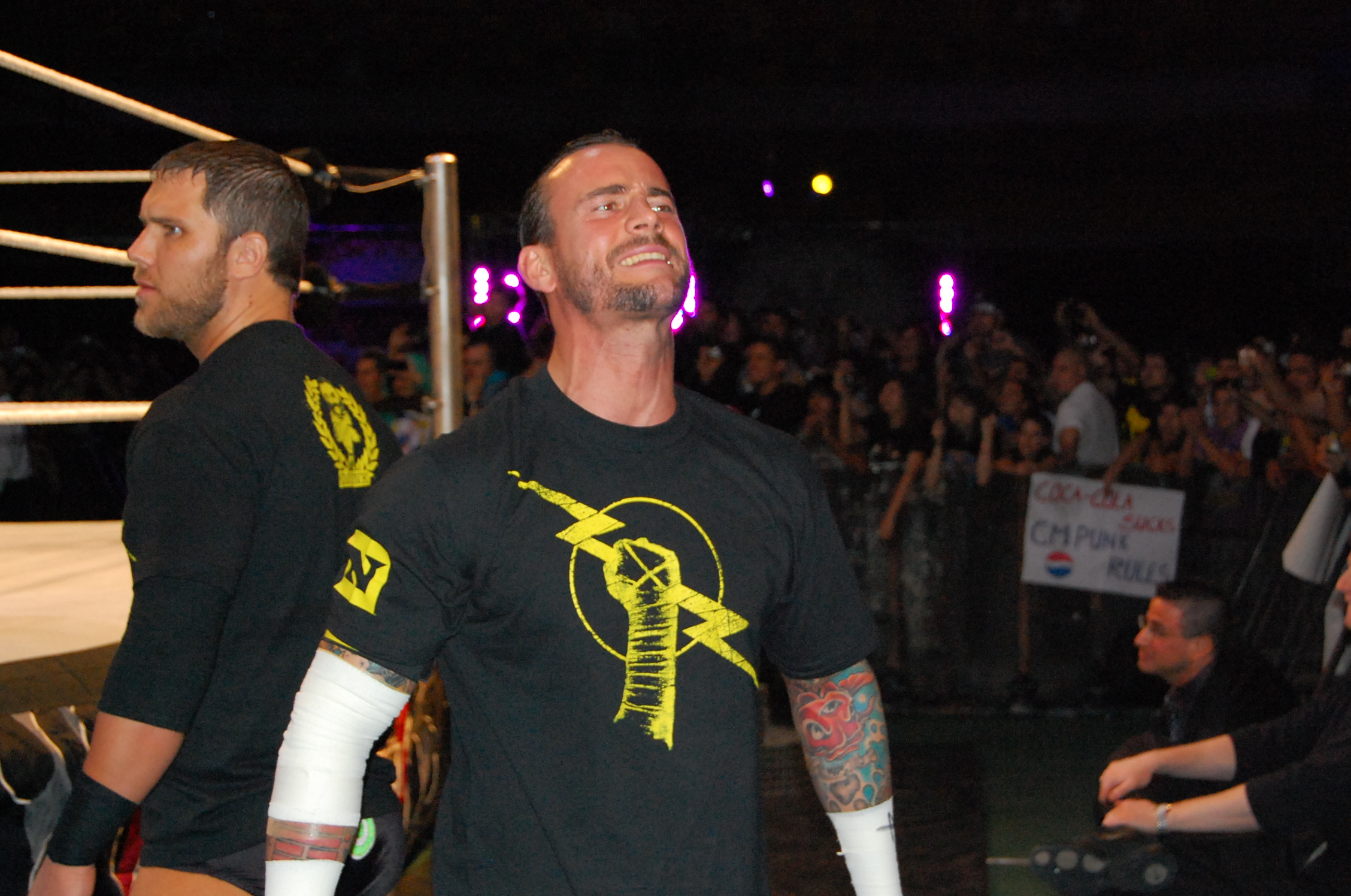
CM Punk trong khi là đội trưởng New Nexus.

Sau khi đuổi Wade Barrett, các cuộc tấn công lặp đi lặp lại bởi CM Punk vào John Cena, mập mờ sẽ thông báo rằng anh đã được theo "quản lý mới". CM Punk được tiết lộ là nhà lãnh đạo mới, lấy đi vị trí sau khi Barrett thất bại Steel Cage Match với Randy Orton và Sheamus, trong đó ông sẽ bị đuổi khỏi nhóm và mất đi vị trí lãnh đạo từ Nexus. Trên Ngày 10 tháng 1 năm 2011, Justin Gabriel và Heath Slater rời nhóm, sau khi từ chối tuân theo mệnh lệnh của khởi đầu mới từ CM Punk, và tham gia cùng Barrett và Ezekiel Jackson trên SmackDown! nhóm có tên là The Corre, trong khi Husky Harris, Michael McGillicutty, và David Otunga đã hoàn thành công việc bắt đầu, và ở lại trong Nexus. Ngày 17 tháng 1 của Raw, Mason Ryan đã tham gia Nexus, can thiệp vào một trận đấu giữa Punk và Cena. Nhóm tham gia 2011 Royal Rumble nhưng đều bị loại bởi Cena (ngoài từ Harris bị loại bởi The Great Khali).
Tại Royal Rumble, The New Nexus đã làm mất một xuất của Randy Orton khi tranh WWE Championship. Hai tuần sau trên ngày 31 tháng 1 của Raw, Michael McGillicutty và Husky Harris đấu vật với Santino Marella và Vladimir Kozlov cho WWE Tag Team Championship, và họ đã thất bại. Sau trận đấu, Randy Orton sử dụng Running punt (chạy tới và đá đầu) Husky Harris, (kayfabe) làm bị thương Harris. Sau đó, nhiều tuần liên tục, Randy Orotn sử dụng Running punt (chạy tới và đá đầu) hết tất cả các thành viên của New Nexus - trừ CM Punk - vì Randy muốn, một chọi một, cạnh tranh công bằng. Tại WrestleMania XXVII, Randy Orton đánh bại CM Punk, nhưng không thể sử dụng Running punt (chạy tới và đá đầu), do đó chỉ còn lại CM Punk là thành viên duy nhất của New Nexus. McGillicutty, Otunga và Ryan trở lại vào ngày 11 tháng 4 của Raw và một lần nữa tấn công Orton làm anh mất một xuất để tranh đai WWE Championship và New Nexus trở lại với sức mạnh đầy đủ. Trên ngày 25 tháng 4 của Raw, tại WWE draft Orton đã được drafted qua SmackDown do đó kết thúc mối thù với New Nexus.
Trên ngày 23 tháng 5 của Raw, Michael McGillicutty và David Otunda đánh bại Big Show và Kane cho WWE Tag Team Championship..

### Tag Team và kết thúc
Tại phiên bản "Power to the People" 20 tháng 6 của Raw, CM Punk thắng triple threat match để xác định #1 Contender cho WWE Championship trong đó bao gồm Alberto del Rio và Rey Mysterio. Sau đêm đó, Punk đã tiết lộ rằng hợp đồng WWE của anh hết hạn vào Money in the Bank nơi mà ngày chính xác mà anh sẽ phải đối mặt với John Cena cho WWE Championship, có nghĩa là nếu anh thắng, anh sẽ rời khỏi công ty với championship. Mason Ryan được bình chọn để đối mặt với Evan Bourne trong một trận đấu Single và anh chiến thắng, nhưng sau đó đã được tiết lộ là một trục trặc trong quá trình bỏ phiếu, Sin Cara mới là người chiến thắng thực sự trong cuộc bỏ phiếu. Tuần sau, Ryan đã được thông báo rằng anh bị một chấn thương cuối tuần qua, do đó anh rời khỏi nhóm. Nhóm đã xác nhận giải tán ở Money in the Bank, khi anh không đeo băng tay và T-Shirt của Nexus mà với bộ T-Shirt mới của mình. Các thành viên cuối cùng của nhóm đã hoạt động như một team với những dấu hiệu của Nexus cho đến ngày 01 Tháng 8 năm 2011 và tiếp tục mà không có dấu hiệu Nexus cho đến khi 22 Tháng 8 năm 2011.
Hiện nay, 12 thành viên của Nexus vẫn đang làm việc cho WWE, sau khi phát hành của Michael Tarver ngày 13 tháng 6 năm 2011. Kể từ khi giải thể của nhóm, Otunga đã được đưa ra một gimmick Cố vấn pháp lý, CM Punk giành chiến thắng WWE Championship lần thứ hai tại Survivor Series vào năm 2011 và lần đầu tiên là đánh bại John Cena tại Money in the Bank trong tháng 7 năm 2011. Sheffield trở lại từ chấn thương và với gimmick Ryback vào năm 2012. Đồng thời, Darren Young thi đấu trong NXT Redemption và hợp tác với Titus O'Neil là thành một team sau đó họ được chuyển sang SmackDown và với tên nhóm Prime Time Players.

## Thành viên
| Thành viên           | Gia nhập          | Bị đuổi           | Ghi chú |
| -------------------- | ----------------- | ----------------- | --- |
| Wade Barrett         | 7 Tháng 6, 2010   | 3 Tháng 1, 2011   | Lãnh đạo ban đầu của Nexus, nhưng sau đó đã bị trục xuất bởi CM Punk                                                                      |
| David Otunga         | 7 Tháng 6, 2010   | 1 Tháng 8, 2011   | Thành viên lâu nhất của The Nexus |
| Justin Gabriel       | 7 Tháng 1, 2010   | 10 Tháng 1, 2011  | Rời bỏ nhóm và tham gia The Corre trên SmackDown                                                                                          |
| Heath Slater         | 7 Tháng 1, 2010   | 10 Tháng 1, 2011  | Rời bỏ nhóm và tham gia The Corre trên SmackDown                                                                                          |
| Darren Young         | 7 Tháng 1, 2010   | 16 Tháng 8, 2010  | Bị đuổi bởi Nexus sau khi thua John Cena                                                                                                  |
| Skip Sheffield       | 7 Tháng 6, 2010   | 18 Tháng 8, 2010  | Anh bị chấn thương mắt cá chân và hầu như không xuất hiện trong suốt thời gian hoạt động của The Nexus                                    |
| Michael Tarver       | 7 Tháng 6, 2010   | 4 Tháng 10, 2010  | Rời bỏ nhóm sau một chấn thương háng |
| Daniel Bryan         | 7 Tháng 6, 2010   | 11 Tháng 6, 2010  | Hành động của anh trên Raw được coi là quá bạo lực cho chương trình TV-PG của WWE. Trong kịch bản, anh thấy hối hận và rời nhóm           |
| John Cena            | 3 Tháng 10, 2010  | 21 Tháng 11, 2010 | Gia nhập nhóm như một quy định nếu để thua trong một trận đấu ở Hell in a cell chống lại Wade Barrett                                     |
| Michael McGillicutty | 25 Tháng 10, 2010 | 1 Tháng 8, 2011   | Không còn là thành viên của Nexus |
| Husky Harris         | 25 Tháng 10, 2010 | 31 Tháng 1, 2011  | Gửi về lại FCW để xây dựng một gimmick mới                                                                                                |
| CM Punk              | 27 Tháng 12, 2010 | 17 Tháng 7, 2011  | Trở thành lãnh đạo mới của The Nexus sau khi lật đổ Wade Barrett và đổi tên thành ổn định, nhưng dường như không còn là một phần của nhóm |
| Mason Ryan           | 17 Tháng 1, 2011  | 27 Tháng 6, 2011  | Rời khỏi nhóm do một chấn thương |

## Danh sách của những chuỗi dài
| Tất cả:              | Thành viên: | Thay đổi: |
| -------------------- | --- | --- |
| NXT Season 1         | Wade Barrett, Justin Gabriel, Heath Slater, Michael Tarver, David Otunga Daniel Bryan, Darren Young, Skip Sheffield | Cựu NXT Rookies thi đấu trong mùa giải đầu tiên. |
| The Nexus (Đầu Tiên) | Wade Barrett, Justin Gabriel, Heath Slater, Michael Tarver, David Otunga, Darren Young, Skip Sheffield              | Daniel Bryan đã bị đuổi trong tuần trước, sau đó quay trở lại tại SummerSlam theo lời mời của John Cena. |
| The Nexus (Thứ Hai)  | Wade Barrett, Justin Gabriel, Heath Slater, Michael Tarver, David Otunga, John Cena                                 | Young đã đuổi ra khỏi nhóm sau khi thua John Cena. Sheffield sau đó bị một chấn thương mắt cá chân ở một chương trình tại Hawaii. Wade Barrett đánh bại John Cena tại PPV Hell in a Cell,sau đó Cena phải tham gia The Nexus. |
| The Nexus (Thứ Ba)   | Wade Barrett, Justin Gabriel, Heath Slater, David Otunga, John Cena                                                 | Wade Barrett loại bỏ Tarver từ nhóm (trong thực tế, anh đã có một chấn thương từ háng). |
| The Nexus (Thứ Tư)   | Wade Barrett, Justin Gabriel, Heath Slater, David Otunga, Michael McGillicutty, Husky Harris, John Cena             | Husky Harris và Michael McGillicutty đã trở thành thành viên chính thức của Nexus vào ngày 25 tháng 10. |
| The Nexus (Thứ Năm)  | Wade Barrett, Justin Gabriel, Heath Slater, David Otunga, Michael McGillicutty, Husky Harris                        | Cena được (kayfabe) rời nhóm từ hợp đồng WWE của mình sau khi Orton giữ lại WWE Championship tại Survivor Series. |

| Tất cả:                            | Thành viên:                                                                             | Thay đổi: |
| ---------------------------------- | --------------------------------------------------------------------------------------- | --- |
| The New Nexus (Đầu Tiên)           | CM Punk, Justin Gabriel, Heath Slater, David Otunga, Michael McGullicutty, Husky Harris | Sau khi Wade Barrett thua John Cena, David Otunga tuyên bố là "Quản lý mới" và CM Punk tham gia vào nhóm. Sau khi thua một trận Steel Cage, CM Punk đuổi Wade Barrett khỏi nhóm và bắt đầu đặt mỗi thành viên thông qua các bài kiểm tra. |
| The New Nexus (Thứ Hai)            | CM Punk, David Otunga, Michael McGillicutty, Husky Harris                               | Gabriel và Slater không thực hiện bài kiểm tra của họ và do đó bị đuổi ra khỏi New Nexus. |
| The New Nexus (Thứ Ba)             | CM Punk, David Otunga, Michael McGillicutty, Husky Harris, Mason Ryan                   | Vào ngày 17 tháng 1 của Raw, Mason Ryan chấp nhận trở thành thành viên của New Nexus. |
| The New Nexus (Thứ Tư)             | CM Punk, David Otunga, Michael McGillicutty, Mason Ryan                                 | Sau một cú punt Harris bởi Randy Orton, anh đã phải ngồi ngoài. |
| The New Nexus (Thứ Năm)            | CM Punk, David Otunga, Michael McGillicutty                                             | Mason Ryan bị thương và được dưỡng thương một vài tháng. |
| The New Nexus (Thứ Sáu/ Cuối cùng) | David Otunga, Michael McGillicutty                                                      | CM Punk hết hạn hợp đồng với WWE. tên Nexus bị bỏ vào 1 tháng 8 năm 2011 |

## Trong đấu vật
- Nhạc nền[42]
  - "We Are One" bởi 12 Stones (7 Tháng 6, 2010 - 10 Tháng 1, 2011)
  - "This Fire Burns" bởi Killswitch Engage (27 Tháng 12, 2011 - 17 Tháng 7, 2011) sử dụng với CM Punk
  - "Death Blow" bởi VideoHelper Music (21 Tháng 7, 2011; Otunga và McGillicutty)
  - "All About the Power" bởi S–Preme (28 tháng 7 năm 2011 - 22 Tháng 8, 2011; Otunga và McGillicutty)

## Các đai vô địch và danh hiệu
- Pro Wrestling Illustrated

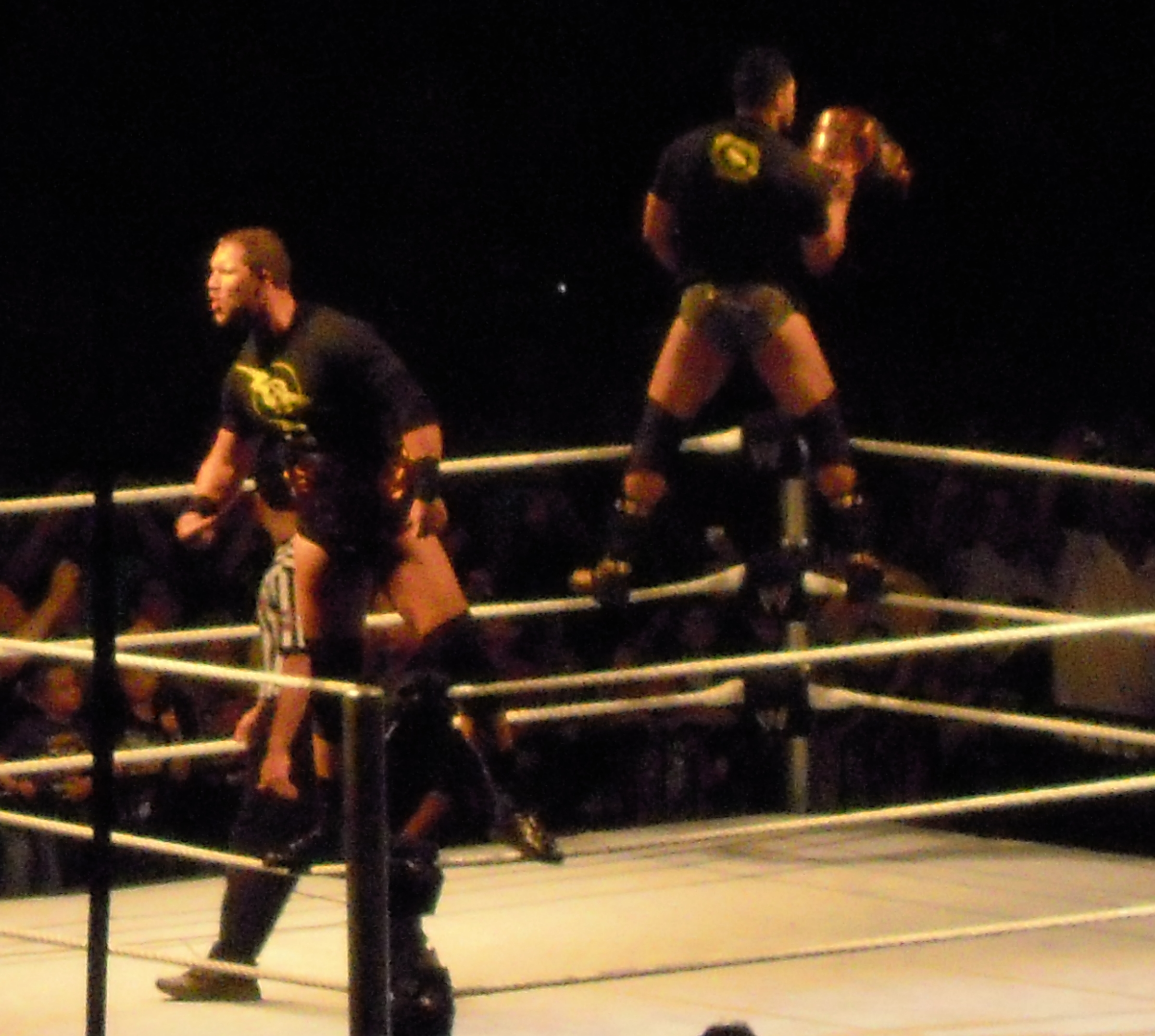
Otunga và McGillicutty là nhà vô địch đồng đội WWE.

  - PWI Feud of the Year (2010) vs. WWE[43]
  - PWI Most Hated Wrestler of the Year (2010)[44]
  - PWI Rookie of the Year (2010) David Otunga[45]
- World Wrestling Entertainment /WWE
  - NXT (Season one) - Wade Barrett
  - Slammy Award for the Shocker of the Year (2010) The debut of The Nexus
  - WWE Championship (1 lần) - CM Punk
  - WWE Tag Team Championship (3 lần) – John Cena và David Otunga (1), Heath Slater và Justin Gabriel (1), David Otunga và Michael McGillicutty (1)

## Xêm thêm
The Corre